# Hierodula excellens
Hierodula excellens är en bönsyrseart som beskrevs av Werner 1916. Hierodula excellens ingår i släktet Hierodula och familjen Mantidae. Inga underarter finns listade i Catalogue of Life.